# Jun Hyo-sung
Jun Hyo-seong (hangul: 전효성; Cheongju, 13 de octubre de 1989), también conocida como Jeon Hyoseong, Jeon Hyosung o Hyosung, es una cantante y actriz surcoreana, conocida por haber sido miembro del grupo femenino surcoreano Secret.

## Biografía
Hyoseong nació en Cheongju, Corea del Sur, el 13 de octubre de 1989. Su nombre deriva de la palabra 유성, que en coreano significa meteor, debido a que su padre y su abuela materna, vieron una estrella fugaz en el día de su nacimiento.
En 2005 ella fue la finalista en el «Battle Shinhwa» de Mnet, el cual fue el que la llevó a registrar un contrato con «Good Entertainment», por sus capacidades como cantante. En 2007, ella iba a formar el grupo 'Five Girls', junto a G.NA, Yubin de Wonder Girls, Uee de After School y Yang Jiwon de Spica. Sin embargo, el grupo fue disuelto antes de que realizaran su debut debido a los problemas financieros de su compañía. Hyoseong fue posteriormente descubierta por TS Entertainment, y permaneció dos años como una aprendiz de la agencia. En 2009, ella debutó junto a Song Ji Eun, Han Sun Hwa y Jung Hana, como las cuatro miembros del grupo femenino surcoreano Secret.

## Vida y carrera

### 1989-2004: Primeros años e infancia
Jun Hyoseong nació en Cheongju, Chungcheongbuk-do, Corea del Sur, el 13 de octubre de 1989. El nombre de Hyoseong se deriva de la palabra 유성 que en coreano significa meteoro, debido a que su padre y su abuela materna vieron una estrella fugaz en el día de su nacimiento. La familia de Hyoseong tuvo problemas financieros, así que ella y su familia comenzaron a entregar periódicos todas las mañanas desde que estaba en 3er grado para conseguir dinero extra. Desde que era joven, ella era conocida entre sus amigos por sus habilidades de canto y baile. Sin embargo, ella nunca tuvo pensamientos sobre convertirse en cantante hasta que estaba en sexto grado. Ella admitió,
"Me gustaba interpretar a otros desde que era pequeña. Bailaba canciones de Fin.K.L y S.E.S. en las fiestas de cumpleaños de mis amigos. En 6to fue cuando decidí que realmente quería ser cantante, y todos mis amigos me ayudaron en hacer realidad mi sueño".

### 2005-2008: Inicios, Five Girls y conflictos personales
En 2005, Hyoseong comenzó a audicionar en varios concursos de talentos organizados en Cheongju y Seúl, pero fracasaba. La misma empresa en la que Hyoseong había audicionado en Cheongju, celebró otra audición en mayo de 2005. En esta ocasión Hyoseong lo hizo a través de la ronda final. Hyoseong bailó Valenti de BoA en su audición final porque, "aunque muchas personas bailaron a BoA, nadie había hecho el baile de Valenti". Gracias a su selección de la canción, la empresa se fijó en Hyoseong y ella pasó a ganar ese concurso de talentos. Fue entonces asesorada por un agente de Good Entertainment a una audición para "Battle Shinhwa" de Mnet. Sin embargo, ella inicialmente dudó porque no estaba segura de si estaba lista para aparecer en televisión, y estaba preocupada por su asistencia en la escuela.

### 2009-2018: Debut, estancia y salida de Secret
Hyoseong debutó en 2009 como miembro del grupo femenino surcoreano Secret bajo TS Entertainment, grupo en el que estuvo hasta 2018, cuando decidió dejarlos tras denunciar a la empresa por no pagarle por su trabajo.

### 2019-presente
En marzo del 2020 se unió al elenco recurrente de la serie Memorist donde interpretó a la periodista de noticias de televisión Kang Ji-eun, hasta el final de la serie en abril del mismo año.

## Discografía

### Miniálbumes (EP)
| Título                                                           | Detalles del álbum                                                                  | Posicionamientos | Ventas         |
| Título                                                           | Detalles del álbum                                                                  | KOR              | Ventas         |
| ---------------------------------------------------------------- | ----------------------------------------------------------------------------------- | ---------------- | -------------- |
| Fantasia                                                         | - Lanzamiento: 7 de mayo de 2015 - Discográfica: TS Entertainment - Formato: CD, DL | 4                | - KOR: 14 086+ |
| "—" indica que no hubo medición o lanzamiento en ese territorio. |                                                                                     |                  |                |

### Sencillos de álbumes
| Título                                                           | Detalles del álbum                                                                   | Posicionamientos | Ventas         |
| Título                                                           | Detalles del álbum                                                                   | KOR              | Ventas         |
| ---------------------------------------------------------------- | ------------------------------------------------------------------------------------ | ---------------- | -------------- |
| Top Secret                                                       | - Lanzamiento: 12 de mayo de 2014 - Discográfica: TS Entertainment - Formato: CD, DL | 2                | - KOR: 11 067+ |
| "—" indica que no hubo medición o lanzamiento en ese territorio. |                                                                                      |                  |                |

### Sencillos
| Año                                                              | Título            | Posicionamientos | Posicionamientos | Ventas               | Álbum      |
| Año                                                              | Título            | KOR Gaon         | KOR Billboard    | Ventas               | Álbum      |
| ---------------------------------------------------------------- | ----------------- | ---------------- | ---------------- | -------------------- | ---------- |
| 2014                                                             | "Good-night Kiss" | 9                | 14               | - KOR: 716 489+ (DL) | Top Secret |
| 2015                                                             | "Into You"        | 22               | —                | - KOR: 173 604+ (DL) | Fantasia   |
| "—" indica que no hubo medición o lanzamiento en ese territorio. |                   |                  |                  |                      |            |

## Filmografía

### Series de televisión
| Año  | Título                          | Rol          | Canal   | Notas              | Ref.          |
| ---- | ------------------------------- | ------------ | ------- | ------------------ | ------------- |
| 2012 | Salamander Guru and The Shadows | Soo Yeon     | SBS     |                    |               |
| 2014 | Cheo Yong                       | Han Na-young | OCN     |                    |               |
| 2014 | My Dear Cat                     | Han Soo-ri   | KBS1    |                    |               |
| 2015 | Cheo Yong 2                     | Han Na-young | OCN     |                    |               |
| 2020 | Memorist                        | Kang Ji-eun  | tvN     |                    |               |
| 2023 | Delivery Man                    | Go Se-ra     | ENA     | Aparición especial | [ 10 ] [ 11 ] |
| 2023 | Celebridad                      | Oh Min-hye   | Netflix | Serie web          | [ 12 ]        |

### Programas de variedades
| Año        | Canal   | Título                                    | Notas                                                                             |
| ---------- | ------- | ----------------------------------------- | --------------------------------------------------------------------------------- |
| 2005       | Mnet    | Battle Shinhwa                            | Finalista, Top 6                                                                  |
| 2009       | Mnet    | Secret Story                              | Personaje recurrente                                                              |
| 2010       | MBC     | Bouquet                                   | Personaje recurrente                                                              |
| 2010       | KBS 2TV | Let's Go Dream Team! Season 2             | Episodio 18 y 53                                                                  |
| 2011       | KBS 2TV | Oh! My School                             | Personaje recurrente                                                              |
| 2011       | KBS 2TV | Hello Counselor                           | Ep. #34 - Invitada                                                                |
| 2012       | SBS     | Qualifications of Men                     | Episodio 369 con Song Jieun                                                       |
| 2012       | Mnet    | Beatles Code 2                            | (24 de septiembre de 2012)                                                        |
| 2012       | SBS     | Strong Heart                              | (2 de octubre de 2012)                                                            |
| 2012       | MBC     | Quiz to Change the World                  | Con Kim Heung Kook, Jung Heung Chae, y Yoon Young Mi                              |
| 2013       | MBC     | Story Show Widow's Cruse                  | —                                                                                 |
| 2013       | MBC     | Infinite Challenge                        | Historia Coreana de TV, lectura especial #1: Ídolo especial. (11 de mayo de 2013) |
| 2013       | MBC     | Infinite Challenge                        | Historia Coreana de TV, lectura especial #2: Ídolo especial. (18 de mayo de 2013) |
| 2013       | KBS 2TV | Hello Counselor                           | Ep. #122 - Invitada                                                               |
| 2014       | SBS     | Star King                                 | Invitada (2 de enero de 2014)                                                     |
| 2014       | KBS 2TV | Hello Counselor                           | Ep. #173 - Invitada                                                               |
| 2015       | KBS 2TV | Hello Counselor                           | Ep. #224 - Invitada Con Hong Jin-ho, Kim Sung Kyu y Lim Kim (2 de marzo de 2015)  |
| 2015       | SBS     | Law of the Jungle: Hidden Kingdom Special | Miembro del reparto (ep. 171 - 174)                                               |
| 2019       | MBC     | King of Mask Singer                       | (ep. #201-202; concursó como "A Chocolate Factory")                               |
| 2019, 2020 | SBS     | Running Man                               | invitada - (ep. #483-484)                                                         |

### Programas musicales
| Año  | Canal   | Título                     | Rol | Ref.   |
| ---- | ------- | -------------------------- | --- | ------ |
| 2009 | Mnet    | Sonyeon Sonyeo Gayo Baekso | MC  | [ 21 ] |
| 2009 | GomTV   | Gom TV Music Chart (GMC)   | MC  | [ 22 ] |
| 2011 | SBS MTV | The Show                   | MC  |        |

### Programa actual
| Año  | Canal   | Título                          | Rol          | Notas |
| ---- | ------- | ------------------------------- | ------------ | ----- |
| 2015 | KBS 2TV | Beauty Bible 2015 Spring/Summer | Presentadora |       |

### Aparición en vídeos musicales
| Año  | Canción         | Artista             | Rol                     |
| ---- | --------------- | ------------------- | ----------------------- |
| 2011 | "Never Give Up" | Bang y Zelo (B.A.P) | Interés amoroso de Zelo |